# Aganmalomè
Aganmalomè ist eine Ortschaft und Arrondissement im Departement Atlantique in Benin. Es ist eine Verwaltungseinheit, die der Gerichtsbarkeit der Kommune Kpomassè untersteht.

## Demografie und Verwaltung
Gemäß der Volkszählung von 2013 hatte Aganmalomè 4523 Einwohner, davon waren 2247 männlich und 2276 weiblich.
Das Arrondissement umfasst sieben Dörfer:
1. Aganmalomè-Centre
2. Aidjèdo
3. Hessa
4. Kougbédji
5. Kouzoumè
6. Lokossa
7. Nougboyifi